# HD146164
HD146164 — хімічно пекулярна зоря спектрального класу F1, що має видиму зоряну величину в смузі V приблизно  7,9.
Вона  розташована на відстані близько 879,1 світлових років від Сонця.